# カーロス・バヘット
カーロス・バヘット（Carlos Barreto、1968年7月22日 - ）は、ブラジルの男性総合格闘家。リオデジャネイロ州出身。ブラック・ハウス主宰。ブラジリアン柔術二段。元IVCヘビー級王者。
長身と長い手足を利用した寝技を得意としており、愛称は「クモ男」。

## 来歴
1997年10月17日、UFC 15のヘビー級トーナメントに出場。1回戦でデイブ・ベネトゥーと対戦し、判定負け。
1999年1月20日、IVCヘビー級王座決定戦でブランドン・リー・ヒンクルと対戦し、フロントチョークで一本勝ちを収め王座獲得に成功した。
1999年2月、アブダビコンバットに出場。1回戦でリコ・ロドリゲスと対戦し、ポイント差により敗退。
1999年7月4日、PRIDE初参戦となったPRIDE.6でイゴール・ボブチャンチンと対戦し、1-2の判定負け。
2000年12月22日、リングスKING of KINGSトーナメント1回戦でクリストファー・ヘイズマンと対戦し、判定負け。
2001年11月17日、HOOKnSHOOTスーパーヘビー級（-120kg）王座決定戦でイアン・フリーマンと対戦し、0-3の判定負けを喫し王座獲得に失敗した。
2002年7月7日、SHOOT BOXING WORLD TOURNAMENT S-cup 2002でヴォルク・アターエフとリングスKOKルールで対戦予定であったが欠場となった。
2005年5月21日、Jungle Fightでウラジミール・マティシェンコと対戦し、膝の負傷によりTKO負け。

## 戦績

### 総合格闘技
| 総合格闘技 戦績 | 総合格闘技 戦績 | 総合格闘技 戦績 | 総合格闘技 戦績 | 総合格闘技 戦績 | 総合格闘技 戦績 | 総合格闘技 戦績 |
| --------------- | --------------- | --------------- | --------------- | --------------- | --------------- | --------------- |
| 23 試合         | (T)KO           | 一本            | 判定            | その他          | 引き分け        | 無効試合        |
| 14 勝           | 4               | 9               | 1               | 0               | 0               | 0               |
| 9 敗            | 2               | 0               | 7               | 0               | 0               | 0               |

| 勝敗 | 対戦相手                         | 試合結果                             | 大会名                                                                    | 開催年月日     |
| ×    | ウラジミール・マティシェンコ     | 1R 0:26 TKO（膝の負傷）              | Jungle Fight 4                                                            | 2005年5月21日  |
| ×    | マルトゥン・マルホージャン       | 5分2R終了 判定0-3                    | M-1 MFC: Heavyweight GP 【ヘビー級グランプリ 1回戦】                      | 2004年12月4日  |
| ×    | エメリヤーエンコ・アレキサンダー | 5分3R終了 判定0-3                    | M-1 MFC: Middleweight GP                                                  | 2004年10月9日  |
| ○    | ボビー・ホフマン                 | 2R ギブアップ（パンチ連打）          | Jungle Fight 2                                                            | 2004年5月15日  |
| ×    | トラビス・ビュー                 | 5分3R終了 判定0-3                    | Heat FC 2: Evolution                                                      | 2003年12月18日 |
| ○    | ベン・ロズウェル                 | 1R KO（ハイキック）                  | Heat FC 1: Genesis                                                        | 2003年7月31日  |
| ○    | マルセロ・ソウザ                 | 1R 7:08 TKO（ドクターストップ）      | Meca World Vale Tudo 6 【Mecaヘビー級王座決定戦】                         | 2002年1月31日  |
| ×    | イアン・フリーマン               | 5分3R終了 判定0-3                    | HOOKnSHOOT: Kings 1 【HnSスーパーヘビー級王座決定戦】                     | 2001年11月17日 |
| ×    | ギルバート・アイブル             | 1R 2:20 KO（跳び膝蹴り）             | 2H2H 2: Simply the Best                                                   | 2001年3月18日  |
| ×    | クリストファー・ヘイズマン       | 5分2R終了 判定0-3                    | リングス KING of KINGS Bブロック 【1回戦】                                | 2000年12月22日 |
| ○    | トレイ・テリグマン               | 10分2R終了 判定                      | PRIDE.9                                                                   | 2000年6月4日   |
| ○    | ゲーリー・マイヤーズ             | 1R 8:13 ギブアップ（脚の負傷）       | IVC 12: The New Generation of Middleweights 【IVCヘビー級タイトルマッチ】 | 1999年8月26日  |
| ×    | イゴール・ボブチャンチン         | 10分2R+延長5分終了 判定1-2           | PRIDE.6                                                                   | 1999年7月4日   |
| ○    | ペドロ・オタービオ               | 1R 6:19 ギブアップ（パンチ連打）     | IVC 10: World Class Champions 【IVCヘビー級タイトルマッチ】               | 1999年4月27日  |
| ○    | ブランドン・リー・ヒンクル       | 1R 4:32 フロントチョーク             | IVC 8: The Road Back to the Top 【IVCヘビー級王座決定戦】                 | 1999年1月20日  |
| ×    | デイブ・ベネトゥー               | 15分1R終了 判定0-3                   | UFC 15: Collision Course 【ヘビー級トーナメント 1回戦】                   | 1997年10月17日 |
| ○    | ポール・ヴァレランス             | 1R 2:33 TKO（マウントパンチ）        | Brazil Open '97                                                           | 1997年6月15日  |
| ○    | ケビン・ランデルマン             | 1R 22:24 三角絞め                    | Universal Vale Tudo Fighting 6 【決勝】                                   | 1997年3月3日   |
| ○    | ダン・ボビッシュ                 | 1R 7:47 三角絞め                     | Universal Vale Tudo Fighting 6 【準決勝】                                 | 1997年3月3日   |
| ○    | ゲーザ・カクルマン               | 1R 3:02 フロントチョーク             | Universal Vale Tudo Fighting 6 【1回戦】                                  | 1997年3月3日   |
| ○    | アレクサンドル・ラフルスキー     | 1R 1:00 TKO（タオル投入）            | Martial Arts Reality Superfighting                                        | 1996年11月22日 |
| ○    | ジョン・ディクソン               | 1R 1:38 ギブアップ（マウントパンチ） | Universal Vale Tudo Fighting 2                                            | 1996年6月24日  |
| ○    | イリューヒン・ミーシャ           | 2R 3:15 チョークスリーパー           | Universal Vale Tudo Fighting 1                                            | 1996年4月5日   |

### グラップリング
| 勝敗 | 対戦相手             | 試合結果                  | 大会名                         | 開催年月日   |
| ×    | ショーン・アルバレス | 10分終了 ポイント（-1）-0 | ADCC 2000 【無差別級 1回戦】   | 2000年3月3日 |
| ×    | リコ・ロドリゲス     | 10分終了 ポイント0-1      | ADCC 2000 【99kg以上級 1回戦】 | 2000年3月1日 |

### キックボクシング
| 勝敗 | 対戦相手               | 試合結果 | 大会名                                                | 開催年月日    |
| ×    | ルイス・ドス・サントス | 判定     | K-1 WORLD GP 2003 世界地区予選 ブラジル大会 【1回戦】 | 2003年2月23日 |

## 獲得タイトル
- UVF 6 優勝（1997年）
- 初代IVCヘビー級王座（1999年）
- Mecaヘビー級王座（2002年）